# レイ・バージャー
レイ・バージャー（Rae Berger, 1877年3月26日 - 1931年11月9日）は、アメリカ合衆国の俳優、映画監督である。綴りはRay Berger, Rhea Berger, Rae Burgerとクレジットされることもあった。

## 人物・来歴
1877年3月26日、アメリカ合衆国オハイオ州生まれである。
1915年（大正4年）6月1日公開、アメリカン・フィルム・マニュファクチャリング・カンパニー（「ビューティ」レーベル）製作、ミューチュアル・フィルム配給、ネヴァ・ガーバーとウェブスター・キャンベルが主演したサイレントの短篇映画 Little Chrysanthemum の脇役として出演したのが、もっとも古い映画出演記録である。同年、ガーバー / キャンベル主演、アーサー・マクマキン監督による短篇シリーズではガーバーの父親役を演じる。1916年（大正5年）、ペリー・バンクス主演の長篇映画 The Overcoat を監督して、映画監督としてデビューする。同年後半、ウィニフレッド・グリーンウッド主演の The Voice of Love 以降、監督業に専念する。
1918年（大正7年）、ユニヴァーサル・フィルム・マニュファクチュアリング・カンパニー（現在のユニバーサル・ピクチャーズ）に移籍、映画監督としてヘンリー・A・バロウズ主演の『正夢』、ゾーイ・レイ主演の『名花の蕾』を監督、いずれも日本でも公開された。特に後者は同社子会社ブルーバード映画で製作された。以降の監督作品の記録は残っていない。
1920年（大正9年）以降、俳優として2作に出演した記録があるが、それ以降の活動については不明である。

## おもなフィルモグラフィ
- Little Chrysanthemum : 監督不明、主演ネヴァ・ガーバー、1915年 -  Ray Berger 名義 / 出演
- The Redemption of the Jasons : 監督アーサー・マクマキン、主演ウェブスター・キャンベル、1915年 -  Ray Berger 名義 / 出演・役 Second Jason Brother
- The Mollycoddle : 監督アーサー・マクマキン、主演ネヴァ・ガーバー、1915年 -  Ray Berger 名義 / 出演・役 Betty's Father
- The Guy Upstairs : 監督アーサー・マクマキン、主演ウェブスター・キャンベル、1915年 -  Ray Berger 名義 / 出演・役 The Butler
- His College Wife : 監督アーサー・マクマキン、主演ウェブスター・キャンベル、1915年 -  Ray Berger 名義 / 出演・役 Billy's Father
- Betty's First Sponge Cake : 監督アーサー・マクマキン、主演ウェブスター・キャンベル、1915年 -  Ray Berger 名義 / 出演・役 The Parson
- Cupid Takes a Taxi : 監督アーサー・マクマキン、主演ウェブスター・キャンベル、1915年 -  Ray Berger 名義 / 出演・役 Bob's Father
- The Honeymooners : 監督アーサー・マクマキン、主演ネヴァ・ガーバー、1915年 -  Ray Berger 名義 / 出演
- His Mysterious Profession : 監督アーサー・マクマキン、主演ウェブスター・キャンベル、1915年 -  Ray Berger 名義 / 出演
- Incognito : 監督アーサー・マクマキン、主演ウェブスター・キャンベル、1915年 - 出演
- Love, Mumps and Bumps : 監督アーサー・マクマキン、主演ネヴァ・ガーバー、1915年 - 出演・役 Veterinary
- Mother's Busy Week : 監督アーサー・マクマキン、主演ネヴァ・ガーバー、1915年 - 出演
- Curing Father : 監督ジョン・フランシス・ディロン、1915年 -  Ray Berger 名義 / 主演・役 John Grouch
- An Auto-Bungalow Fracas : 監督ジェームズ・ダグラス、1915年 - 出演・役 Landlord
- One to the Minute : 監督ジョン・フランシス・ディロン、1915年 - 出演
- Billy Van Deusen's Campaign : 監督アーサー・マクマキン、1915年 -  Ray Berger 名義 / 出演
- Johnny the Barber : 監督ジョン・フランシス・ディロン、1915年 - 出演
- Nobody's Home : 監督ジェームズ・ダグラス、1915年 - 出演
- A Girl, a Guard, and a Garret : 監督アーサー・マクマキン、1915年 - 出演・役 The Minister
- Two Hearts and a Thief : 監督ジョン・フランシス・ディロン、1915年 - 出演
- Author! Author! : 監督ウィリアム・バートラム、1915年 - 出演・役 Marcellus M. Peckinpaw
- The First Quarrel : 監督ジェームズ・ダグラス、1916年 - 出演
- The Craving : 監督チャールズ・バートレット、1916年 - 出演・役 Leroy Calhoun
- Johnny's Jumble : 監督アーサー・マクマキン、1916年 -  Rae Burger 名義 / 出演
- A Gay Blade's Last Scrape : 監督アーサー・マクマキン、1916年 -  Rea Berger 名義 / 出演
- Plotters and Papers : 監督アーサー・マクマキン、1916年 -  Ray Berger 名義
- Cupid at Cohen's : 監督アーサー・マクマキン、1916年 -  Ray Berger 名義 / 出演
- Two Beds and No Sleep : 監督フィル・ウォルシュ、1916年 -  Ray Berger 名義 / 出演
- The Overcoat : 主演ペリー・バンクス、1916年 -  Rhea Berger 名義 / 監督
- No Title : 監督ポール・ウィリス、1916年 -  Ray Berger 名義 / 出演
- Twenty Minutes in Magic : 監督オラル・ハンフリー、1916年 -  Ray Berger 名義 / 出演
- Purity : 主演オードリー・マンソン、1916年 - 監督
- A Million for Mary : 主演クラレンス・コルブ、1916年 - 監督
- The Three Pals : 主演クラレンス・コルブ、1916年 - 監督
- 『蜂の手柄』 The Stinger Stung : 監督不明、共演オラル・ハンフリー、1916年 - 主演
- The Voice of Love : 主演ウィニフレッド・グリーンウッド、1916年 - 監督
- Bluff : 主演クラレンス・コルブ、1916年 - 監督
- The Valley of Decision : 主演リチャード・ベネット、1916年 - 監督
- 『正夢』 The Magic Eye : 主演ヘンリー・A・バロウズ、1918年 - 監督
- 『名花の蕾』 Danger Within : 主演ゾーイ・レイ、1918年 - 監督
- Dynamite : 監督ギルバート・プラット、1920年 -  Ray Berger 名義
- Colorado Pluck : 監督ジュールス・ファースマン、1921年 -  Ray Berger 名義 / 出演・役 Butler

## 註
1. 1 2 3 4 5 6 7 8 9 10 11  Rae Berger, Internet Movie Database （英語）, 2010年5月14日閲覧。
2. ↑  『ブルーバード映画の記録』 : 製作・著・発行山中十志雄・塚田嘉信、1984年4月、p.60-63.
3. ↑  Danger Within - IMDb（英語）, 2010年5月14日閲覧。